# Eduard Müller (Zwitsers politicus)
Eduard Müller (Dresden, 12 november 1848 - Bern, 9 november 1919) was een Zwitsers advocaat, rechter, redacteur en politicus voor de Vrijzinnige-Democratische Partij (FDP/PRD) uit het kanton Bern. Van 1895 tot 1919 was hij lid van de Bondsraad. In 1899, 1907 en 1913 was hij bondspresident van Zwitserland.

## Biografie

### Afkomst en opleiding
Eduard Müller was een zoon van zijn gelijknamige vader, die hoogleraar theologie was aan de Universiteit van Bern, en van Eleonore Auguste Berthelen. Na zijn schooltijd aan het gymnasium van Bern studeerde hij in 1864 theologie aan de Universiteit van Genève en vervolgens rechten in Bern, Leipzig, Heidelberg en Parijs van 1867 tot 1872. Later behaalde hij een doctoraat. In 1873 trouwde hij met Emma Vogt.

### Jurist
In 1872 werd Müller advocaat. Hij vervulde zijn stage in het kantoor van Kantonsraadslid Christian Sahli. Van 1874 tot 1880 was hij voorzitter van de districtsrechtbank van Bern. Hij was tevens buitengewoon federaal rechter.

### Politicus

#### Lokale en kantonnale politiek
Müller begon zijn politieke loopbaan in de jaren 1880 te midden van de democratische beweging in het kanton Bern. Van 1880 tot 1888 was hij redacteur van het radicale dagblad Berner Nachrichten. Vervolgens was hij van 1888 tot 1895 burgemeester van Bern. Zijn burgemeesterschap bracht een einde aan het conservatieve bestuur van de stad. Als burgemeester herorganiseerde hij de administratie, voerde hij werkloosheidssteun in en ondersteunde hij de woningbouw. Hij zetelde in de Grote Raad van Bern van 1882 tot 1895 en in de kantonnale constituante van 1883-1884.

#### Lid van de Nationale Raad
Bij de federale parlementsverkiezingen van 1884 werd Müller verkozen tot lid van de Nationale Raad. Hij zetelde er van 1 december 1884 tot zijn verkiezing als lid van de Bondsraad in augustus 1895. Van 2 december 1890 tot 1 juni 1891 was hij voorzitter van de Nationale Raad. Van 1894 tot 1895 was hij lid van het bestuur van zijn partij.

#### Lid van de Bondsraad

Bondsraadleden Eduard Müller en Camille Decoppet (resp. eerste en tweede van links) in Biel/Bienne.

Op 16 augustus 1895 werd Müller met 136 stemmen in de eerste stemronde verkozen tot lid van de Bondsraad, als opvolger van de overleden Karl Schenk. Hij beheerde het Departement van Justitie en Politie van 1895 tot 1897, in 1912 en van 1914 tot 1919), het Departement van Militaire Zaken van 1897 tot 1898, van 1900 tot 1906 en van 1908 tot 1912, en het Departement van Politieke Zaken in 1899, 1907 en 1913. In 1899, 1907 en 1913 was hij bondspresident van Zwitserland, nadat hij het jaar voordien telkens vicevoorzitter van de Bondsraad was geweest.
Hij bepleitte de herziening van het militair strafrecht en de eenmaking van het burgerlijk recht en het strafrecht. Met een militaire hervorming in 1907 en de wet van 1911 op de organisatie van de troepen kon het Zwitserse leger zich voorbereiden op zijn defensieve rol tijdens de Eerste Wereldoorlog.
Hij stierf in functie in november 1919, al had hij zich al voor zijn overlijden voorgenomen om de Bondsraad te verlaten vanwege kritiek uit het (Franstalige) Romandië, waar men, in het licht van de oorlog, hem germanofilie verweet, vooral met het oog op een mogelijks nieuw presidentieel jaar voor Müller.

## Trivia
- In het Zwitserse leger had hij de graad van kolonel. Van 1888 tot 1890 was hij commandant van de vijfde divisie. Van 1891 tot 1895 was hij commandant van de derde divisie.

## Onderscheidingen
- Doctor honoris causa aan de Universiteit van Bern (1909)
- Doctor honoris causa aan de Universiteit van Zürich (1917)